# Georg Heinrich Nölting

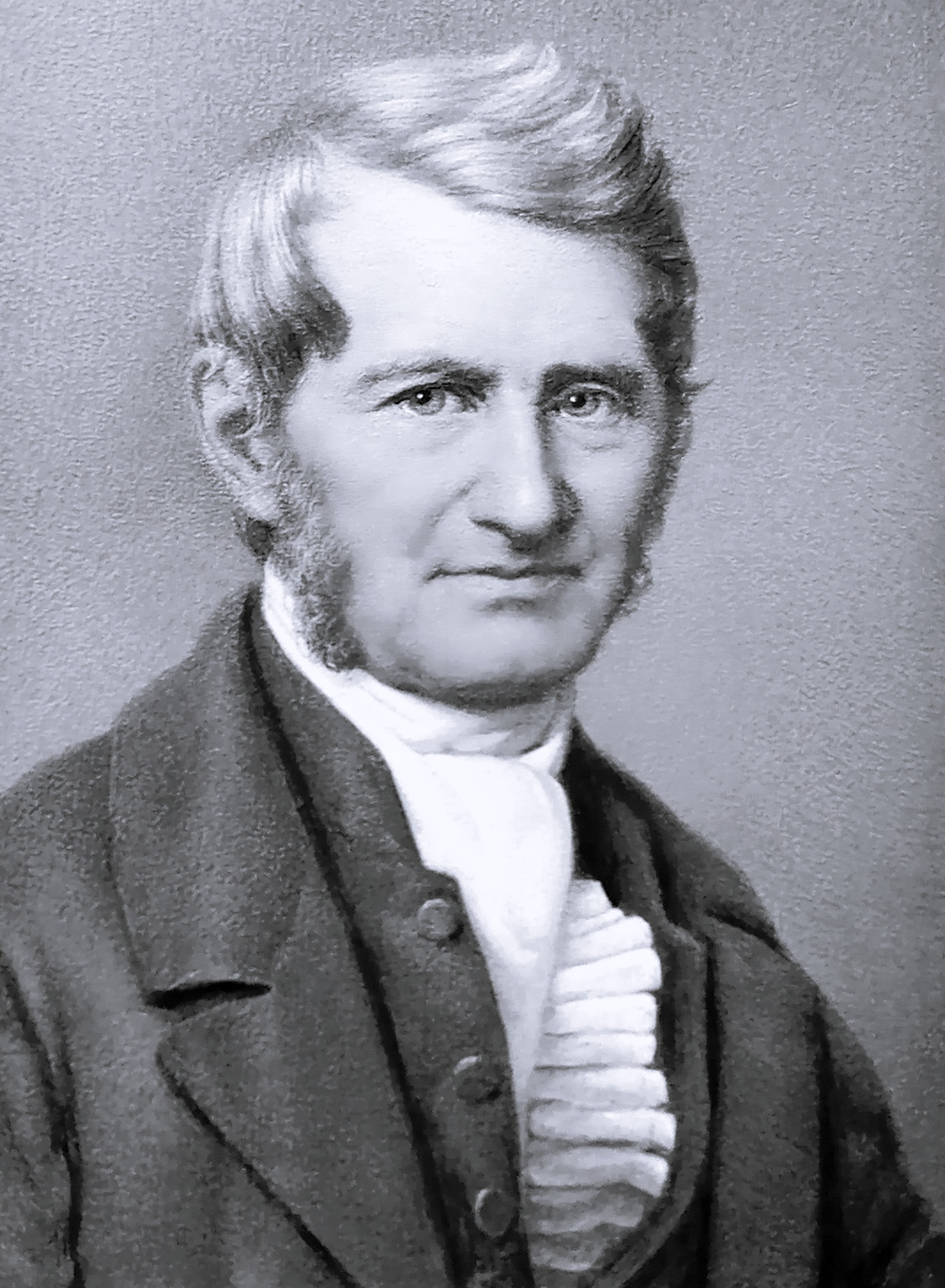
Georg Heinrich Nölting

Georg Heinrich Nölting (* 3. März 1790 in Lübeck; † 3. April 1874 ebenda) war ein deutscher Kaufmann und Senator der Hansestadt Lübeck.

## Leben
Nölting war Sohn des Kaufmanns Georg Friedrich Nölting und trat nach der Schule in die Familienfirma, das Handelsgeschäft Georg Friedr. Nölting ein. Ab 1822 führte er das Geschäft gemeinsam mit seinem Vetter Christian Adolf Nölting. Er war Mitglied der Korporation der Stockholmfahrer in Lübeck, und wurde 1835 als Ältermann aus deren Reihen in den Rat der Stadt gewählt. Im Rat beschäftigte er sich schwerpunktmäßig mit Fragen des Finanzwesens und der Schifffahrt. Im Zuge der Verfassungsreform in Lübeck war es aufgrund eines Beschlusses von Senat und Bürgerschaft vom 11. Juni 1851 möglich, aus dem Senat unter Beibehalt aller Ehrenrechte eines Senators auszutreten, um dieses Gremium an die verfassungsrechtlich geringer gewordenen Zahl von Senatoren anzupassen. Nölting machte von diesem Recht als erster Senator der Hansestadt Gebrauch und trat noch 1851 in den Ruhestand als Senator. Als Kaufmann blieb er weiter als Reeder aktiv und war beispielsweise Direktor der Neuen St. Petersburger Dampfschiffahrts-Gesellschaft. Im Zuge der Neuordnung der Vertretung der Lübecker Wirtschaft wurde er 1853 zum interimistischen Vorsitzenden der Kaufmannschaft zu Lübeck gewählt und stand dieser bis zur Wahl ihres ersten regulären Präses am 26. August 1853 vor.